# Nepomucena
Nepomucena je staré ženské jméno latinsko-českého původu. Jde o ženskou podobu křestního jména Nepomucenus, které pochází z latinského přívlastku svatého Jana Nepomuckého, přičemž přívlastek vznikl z názvu města Nepomuk v Plzeňském kraji. Nepomucena podle starého polského kalendáře slaví svátek 17. října.
Toto křestní jméno již v Česku neexistuje, vyskytovalo se zde ovšem v poměrně vysokém počtu v 18. a 19. století, a rovněž na začátku 20. století. Na světě ovšem stále žije přibližně 331 nositelek tohoto jména, nejvíce z nich v Kolumbii a na Filipínách. V Evropě žije již pouze jedna nositelka na Slovensku.
Jméno Nepomucena bylo též často používáno jako doplňující přívlastek ke jménu Johana, podobně jako např. Xaverie ke jménu Františka.

## Domácké podoby
Mezi domácké podoby křestního jména Nepomucena patří Nepka, Nepuška, Mucka, Mucenka, Nepomucka a Nepomucenka.

## Známé osobnosti
- Karolina Světlá, vlastním jménem Johanna Nepomucena Rottová – česká spisovatelka a představitelka generace májovců
- Nepomucena Kostecká – polská divadelní herečka v první polovině 19. století
- Nepomucena Piasecká – matka pěti dětí, které v roce 1901 ve městě Września protestovaly a stávkovaly proti germanizaci škol v Polsku
- Nepomucena Šikolová – česká učitelka a řeholní sestra
- Marie Anna Nepomucena Walpurgis Mozartová – sestra Wolfganga Amadea Mozarta, narozena v roce 1750, zemřela ve věku dvou měsíců
- velké množství šlechtičen s mnoha jmény, která zahrnovala i jméno Nepomucena, jako například:
  - Alžběta Saská
  - Amálie Saská
  - Ana María de Huarte y Muñiz
  - Marie Augusta Saská
  - Marie Amálie Saská (1757–1831)
  - Marie Anna Saská (1799)
  - Marie Ferdinanda Saská
  - Marie Josefa Habsburská
  - Marie Josefa Saská (1803)